# بريدراج لوكا
بريدراج لوكا (بالصربية: Предраг Лука)‏ (11 مايو 1988 في صربيا - ) هو لاعب كرة قدم صربي (وحمل سابقاً جنسية صربيا والجبل الأسود) في مركز الوسط. لعب مع راد بيوغراد وملادوست لوتشاني ونادي بارتيزان وFK Trgovački ‏ وملادي رادنيك ‏.

## وصلات خارجية
- بريدراج لوكا على موقع قاعدة بيانات كرة القدم.إي يو (الإنجليزية)
- بريدراج لوكا على موقع Soccerway.com (الإنجليزية)
- بريدراج لوكا على موقع AS.com (الإسبانية)